# Ciguatoxine
Ciguatoxine (kurz CTX) sind eine Gruppe von ca. zwanzig komplex gebauten, strukturell eng verwandten, hoch neurotoxischen polycyclischen Polyethern. Sie sind Stoffwechselprodukte von marinen Dinoflagellaten und Mitverursacher der Ciguatera, einer Lebensmittelvergiftung. Ciguatoxin steht auch synonym für Ciguatoxin CTX1B.

## Geschichte
Die Struktur des Ciguatoxins CTX1B wurde 1989 aufgeklärt. Dazu wurden aus 4150 kg Riesenmuränen (Gymnothorax javanicus) lediglich 0,36 mg des Toxins isoliert.
Diese geringe Menge genügte dennoch zur Aufklärung der sehr komplexen Struktur dieses Polyethers. In den letzten Aufreinigungsschritten des Toxins mittels Säulenchromatographie wurde zur Fraktionsdetektion Mäusen das Eluat injiziert. Beim Todesfall der Maus befand sich das Toxin in der jeweiligen Fraktion.
Eine erste Totalsynthese eines Ciguatoxins (CTX3C), dessen komplexe Struktur 13 Ringe cyclischer Ether mit 30 Stereozentren enthält, wurde 2001 veröffentlicht.

## Vorkommen
Sie sind Stoffwechselprodukte des in subtropischen und tropischen Regionen des Pazifischen Ozeans, des Indischen Ozeans sowie der Karibik verbreiteten Dinoflagellaten Gambierdiscus toxicus. In den marinen Nahrungsketten kommt es zur Anreicherung dieser Toxine, infolgedessen können auch Speisefische des Menschen wirksame Dosen der Ciguatoxine enthalten.
Interessanterweise findet sich das eigentliche Ciguatoxin CTX1B nicht als direktes Stoffwechselprodukt des Dinoflagellaten, sondern tritt erst in höheren Trophieebenen in Erscheinung. Auch enthalten die Vertreter dieser Ebenen tendenziell mehr höher hydroxylierte Derivate, während aus Kulturen des Gambierdiscus toxicus eher unpolarere Vertreter zu isolieren sind (z. B. CTX3C). Diese Tatsache ist auf die Metabolisierung der Ciguatoxine im tierischen Organismus zurückzuführen. Da die Toxizität mit zunehmend hydrophilem Charakter der Verbindung stark zunimmt, tritt in der Nahrungskette neben der Akkumulation der Gifte auch deren Wirkungspotenzierung ein. So ist CTX1B ca. zehnmal giftiger als das um drei Hydroxygruppen ärmere CTX4B.

## Eigenschaften
Ciguatoxine sind farblose Öle. Sie sind chemisch relativ beständig. So werden sie beispielsweise beim Zubereiten von Speisen durch Kochen nicht zerstört.

## Biologische Bedeutung
Der Genuss von Ciguatoxin-belasteten Speisefischen verursacht eine schwere, jedoch nur selten tödliche verlaufende Lebensmittelvergiftung, die sogenannte Ciguatera. Ciguatoxine binden an spannungsaktivierte Natriumkanäle und verursachen deren permanente Aktivierung. Typische Zeichen einer Vergiftung sind Taubheit in den Extremitäten, Parästhesien, Störungen des Warm-Kalt-Empfindens und Erbrechen. Die Symptome können Tage, häufig aber auch Wochen bis hin zu Jahren anhalten. Die Vergiftung kann nur symptomatisch behandelt werden, da kein Antidot zur Verfügung steht.
Die LD50 beträgt bei intraperitonealer Aufnahme für Mäuse für CTX1B 1,64 µg/kg und für CTX3C 6,24 µg/kg.

## Vertreter
| Name                                                          | Struktur                            | CAS                    | PubChem | Summen- formel | Bemerkungen                                                                                              |
| ------------------------------------------------------------- | ----------------------------------- | ---------------------- | ------- | -------------- | --- |
| - CTX1B - Ciguatoxin                                          | Ciguatoxin CTX1B                    | 11050-21-8             | 5311333 | C60H86O19      | |
| - CTX2 - 52-epi-Ciguatoxin 3                                  | Strukturformel des CTX2             | 142185-85-1            | 6441260 | C60H86O18      | Diastereomer von Ciguatoxin-3, unterscheidet sich nur in der absoluten Konfiguration des C-52 Atoms      |
| - CTX3                                                        | Strukturformel des CTX3             | 139341-09-6            | 6444399 | C60H86O18      | Diastereomer von Ciguatoxin-2, unterscheidet sich nur in der absoluten Konfiguration des C-52 Atoms      |
| - CTX3C                                                       | Strukturformel des CTX3C            | 148471-85-6            | 6442245 | C57H82O16      | CTX3C ist eine der weniger polaren Verbindungen der Ciguatoxine und hat damit geringere toxische Wirkung |
| - 51-Hydroxy-CTX3C                                            | Strukturformel des 51-Hydroxy-CTX3C |                        |         | C57H82O17      | |
| - CTX4A                                                       | Strukturformel des CTX4A            |                        |         | C60H84O16      | Diastereomer von CTX4B                                                                                   |
| - CTX4B - Scaritoxin - Gambiertoxin 4b - 52-epi-Ciguatoxin 4A | Strukturformel des CTX4B            | 123676-76-6 66231-73-0 | 6450530 | C60H84O16      | Diastereomer von CTX4A                                                                                   |
| - CTX4C                                                       |                                     | 136252-00-1            |         |                | |